# Schloss Hilvetihof

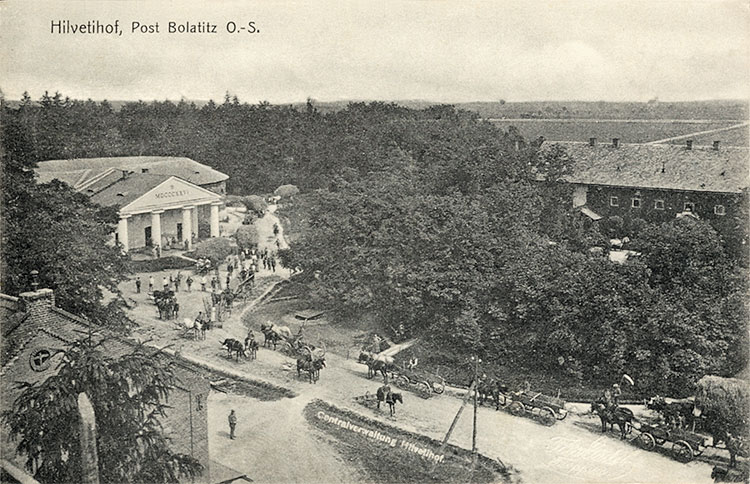
Schloss Hilvetihof (Mitte rechts) und Reithalle (Mitte links), um 1900

Das Schloss Hilvetihof (tschechisch zámek Albertovec) ist ein spätklassizistisches Bauwerk in Albertovec (Hilvetihof) im Okres Opava in Tschechien. Es ist Teil der Hofanlage des Vorwerks Hilvetihof und diente als Sitz der Zentralverwaltung der Fürstlich Lichnowskyschen Grundherrschaft Kuchelna. Zusammen mit der ehemaligen Reithalle bildete es das Zentrum des Vorwerks.

## Lage
Das Schloss befindet sich an der südlichen Peripherie des Gestüts Albertovec. Unmittelbar nördlich liegt das Eingangsgebäude der ehemaligen Reithalle, nordwestlich die Pension Albertovec. Westlich liegt ein künstlich angelegter Teich mit ovalem Grundriss. Zur einen knappen Kilometer südöstlich gelegenen Bahnstation Bolatice an der Bahnstrecke Chuchelná–Opava východ führt ein Fußweg.

## Geschichte
Das Vorwerk Hilvetihof befand sich seit seiner Gründung im Besitz der Fürsten von Lichnowsky. Karl Max von Lichnowsky ließ 1870 im südöstlichen Teil des Hofes neben der Reithalle ein kleines Schloss erbauen, das zum einen als Sitz der Lichnowskyschen Güterverwaltung andererseits auch als gelegentlicher herrschaftlicher Wohnsitz diente. 1915 erfolgte ein größerer Umbau im Zeitgeschmack des beginnenden 20. Jahrhunderts durch den Schweizer Architekten Julius Bühler.
Nach dem Ende des Zweiten Weltkriegs wurde die Familie Lichnowsky 1945 enteignet und das Schloss verstaatlicht. Als Verwaltungssitz des Staatsgestüts Albertovec erfuhr das Gebäude danach nur notdürftige Instandsetzungen. In den 2000er Jahren begannen erste Sanierungsarbeiten durch die Besitzer des privatisierten Gestüts.
Im Juli 2007 wurde in dem Gebäude eine kleine Galerie eröffnet, in der junge aufstrebende Künstler bis Ende 2009 ihre Werke präsentieren konnten. Eine künftige Nutzung des Schlosses durch eine Dauerausstellung zur Geschichte des Hilvetihofes und der Umgebung sowie zur Familie Lichnowsky ist vorgesehen.

## Bauwerk
Der 1870 errichtete eingeschossige spätklassizistische Bau hatte ursprünglich einen rechteckigen Grundriss. 1895 wurde das Schloss an der Ostseite um einen der nördlichen Fassade vorspringenden Anbau in preußischer Backsteinarchitektur erweitert, der sich an der Südseite in einer Flucht an den alten Bau anschloss. 
Beim Umbau von 1915 ließ Julius Bühler die Westseite mit einem hohen pseudobarocken Wellengiebel, der im Dachgeschoss durch einen Erker mit großem Fenster und glockenförmigen Dach geschmückt wurde, neugestalten. Beiderseits des Erkers erhielt die Giebelfassade je zwei weitere Fenster, deren innere in der Flucht und Höhe des Erkerfensters liegen, die äußeren jedoch in Anlehnung an den Giebelabschluss tiefer gesetzt sind.
Der Eingang in der Nordfassade erhielt einen Vorbau mit Tonnendach, die in der Fassade befindlichen Fenster wurden mit Chambranen verziert.